# Otto Rödl
Otto Rödl, také Ota Rödl (3. července 1903 Týn nad Vltavou – 13. ledna 1983 Praha), byl český pedagog, hudební skladatel, sbormistr a loutkář.

## Život
V letech 1918 až 1922 studoval na učitelskén ústavu v Praze. Poté učil v Kolodějích nad Lužnici. Od roku 1929 působil v Praze.
Od roku 1952 do roku 1978 učil na Katedře loutkářství Divadelní fakulty Akademie múzických umění v Praze.

## Dílo (výběr)
- Hudební výchova: metodická příručka pro učitele prvního postupného ročníku. Vyd. 1. Praha: Státní pedagogické nakladatelství, 1954. 103 s.
- Loutkové hříčky pro nejmenší: sborník. 1. vyd. Praha: Státní pedagogické nakladatelství, 1957, Nakladatelství Orbis vydalo v roce 1958
- Generálská operka, 1960 (loutková opera)
- Loutkové divadlo. Praha: Státní pedagogické nakladatelství, 1965, další vydání v letech 1969 a 1979
- Milování na Blatech: dramatizované pásmo lidových písní. Praha : Ústav pro kulturně výchovnou činnost, 1975
- Loutkářství. Praha: Státní pedagogické nakladatelství, 1977, další vydání v roce 1979
- Dobří holubi se vracejí, 1988 (hudba k písni ve stejnojmenném filmu)[2]